# مدرسه فرانسوی‌ها
مدرسه فرانسویها مربوط به دوره قاجار است و در اصفهان، خیابان حکیم نظامی، کوچه سنگتراشها واقع شده و این اثر در تاریخ ۱۱ مرداد ۱۳۸۴ با شمارهٔ ثبت ۱۲۳۰۶ به‌عنوان یکی از آثار ملی ایران به ثبت رسیده‌است.